# Ángel Coerezza
Ángel Norberto Coerezza (24 de octubre de 1933) es un ex árbitro de fútbol argentino. Es reconocido por haber dirigido tres partidos en la Copa Mundial de Fútbol, dos en 1970 y uno en 1978, siendo, junto a Néstor Pitana, los únicos en participar de dos copas del mundo representando a Argentina como árbitros principales.
Fue árbitro de la Asociación del Fútbol Argentino desde 1953 a 1978.